# Escharina
Escharina is een mosdiertjesgeslacht uit de  familie van de Escharinidae en de orde Cheilostomatida. De wetenschappelijke naam ervan werd in 1836 voor het eerst geldig gepubliceerd door H. Milne Edwards.

## Soorten
- Escharina acuminata (Hincks, 1881)
- Escharina alderi (Busk, 1856)
- Escharina boreale Hayward, 1994
- Escharina dutertrei (Audouin, 1826)
- Escharina guttosinuata Gontar, 1993
- Escharina johnstoni (Quelch, 1884)
- Escharina johnstoni (Smitt, 1873)
- Escharina krampi Marcus, 1938
- Escharina vulgaris (Moll, 1803)

- Escharina granulosa (Lamouroux, 1824) (taxon inquirendum)
- Escharina marsupiata (Lamouroux, 1825) (taxon inquirendum)

Niet geaccepteerde soorten:
- Escharina alvareziana d'Orbigny, 1842 → Umbonula alvareziana (d'Orbigny, 1842)
- Escharina ansata (Johnston, 1847) → Schizoporella dunkeri (Reuss, 1848)
- Escharina bougainvillei d'Orbigny, 1842 → Antarctothoa bougainvillei (d'Orbigny, 1842)
- Escharina brongniartiana d'Orbigny, 1842 → Celleporella hyalina (Linnaeus, 1767)
- Escharina hyndmanni (Johnston, 1847) → Herentia hyndmanni (Johnston, 1847)
- Escharina impressa Reuss, 1846 → Reussinella arctica (Osburn, 1950)
- Escharina incognita Powell, 1967 → Taylorus incognitus (Powell, 1967)
- Escharina pesanseris (Smitt, 1873) → Bryopesanser pesanseris (Smitt, 1873)
- Escharina porosa (Smitt, 1873) → Therenia porosa (Smitt, 1873)